# Crepidacantha setigera
Crepidacantha setigera är en mossdjursart som först beskrevs av Smitt 1873.  Crepidacantha setigera ingår i släktet Crepidacantha och familjen Crepidacanthidae.
Artens utbredningsområde är Mexikanska golfen. Inga underarter finns listade i Catalogue of Life.